# Carl Göransson
Carl Göransson, född 9 augusti 1782 i Askersund, död 9 maj 1844 i Stockholm, var en svensk apotekare.
Göransson avlade apotekarexamen 1805 och inköpte samma år apoteket "Svanen" i Stockholm. Han strävade oavlåtligt att höja apotekarkåren i såväl vetenskapligt som socialt och ekonomiskt avseende; särskilt 1821–1828, då han var Apotekarsocietetens ordförande, sökte han genomdriva en rad av för kåren viktiga reformer, vilkas gagn först en senare generation kunde uppskatta. Framför allt inriktade han sitt intresse på det vid den tiden ytterligt försummade farmaceutiska undervisningsväsendets förbättrande. Bland annat donerade han för detta ändamål en summa av 3 000 riksdaler banko, vilken blev grundplåten för Apotekarsocietetens kassafond. Han tog också, dock utan framgång, initiativ till avskaffande av systemet med säljbara apoteksprivilegier; det dröjde ett halvt århundrade, innan den av honom väckta frågan nådde sin lösning.